# 骷髏杯

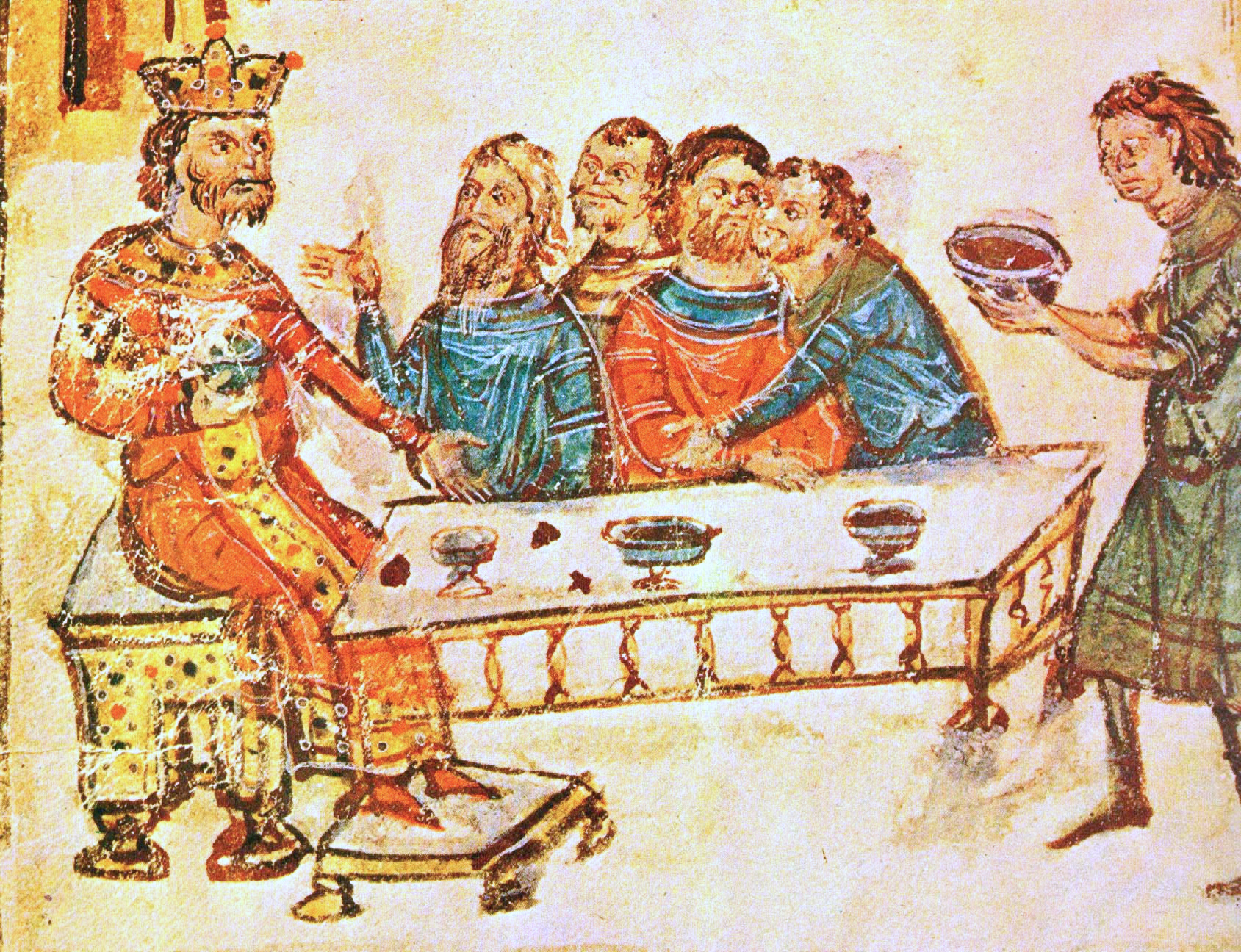
拜占庭皇帝尼基弗魯斯一世的首級被保加利亞大公克魯姆製成骷髏杯。

骷髏杯，又稱頭蓋杯，指的是使用人的頭蓋骨製成的杯。在世界很多地方都有關於骷髏杯的記載。活躍於歐亞大陸沙漠地區的一些游牧民族，有將被自己所殺死的敵人的頭顱製成酒杯的習俗。而在印度教和藏傳佛教裡，也曾使用高僧的頭顱骨製成嘎巴拉碗，以供灌頂儀式使用。

## 相關記載

### 西方國家
最早的骷髏杯的考古文物，出現於17,400年前不列顛群島。
相傳西賽羅被馬克·安東尼派刺客殺死，並將其頭骨製成骷髏杯。 
拜占庭史學家懺悔者狄奧法內斯等人在自己的著作中稱，普利斯卡戰役（811年）之後，保加利亞大公克魯姆將陣亡的拜占庭皇帝尼基弗魯斯一世的首級割了下來，鑲上銀箔，做成酒杯使用。
埃多瓦·查凡內（沙畹）援引蒂托·李維的的話，描述了凱爾特人的一支波伊人在前216年使用骷髏杯作宗教祭祀的情景。
根據保罗执事的說法，倫巴第國王阿爾博因打敗了世仇日爾曼的日皮德人，殺死其首領坎尼蒙德並以其首級為飲酒器具，強娶其女兒羅莎蒙德為妻。

### 内亚
古希臘時期，古希臘學者希羅多德和斯特拉波在斯基泰遊歷時，曾使用當地人用被殺死的敵人首級製成的杯子飲酒。
使用頭蓋杯的風俗曾盛行於歐亞大陸的北方草原地區，以斯基泰人為甚。此風俗在中原地區也曾一度盛行。
在漢朝時期，又有匈奴人使用骷髏杯的記載。根據司馬遷的《史記》記載，匈奴的老上單于在位期間大敗月氏，殺死了月氏王，用月氏王的頭製成了飲酒器具。而在《漢書》裡，亦有匈奴單于與漢朝使者使用月氏王首級製成的酒杯飲血結盟的記載。
俄羅斯東正教的史料《往年紀事》記載，972年，基輔羅斯大公斯維亞托斯拉夫一世在與佩切涅格人的戰鬥中被殺。佩切涅格的可汗克爾雅將大公的首級割下來，製成了聖餐杯。克爾雅夫婦使用這個骷髏杯飲酒，並祈禱他們的兒子能夠像這位死去的羅斯大公一樣勇敢。
在元朝時期，楊璉真伽盜掘南宋皇陵，將宋理宗的頭蓋骨送給帝師八思巴，製成嘎巴拉碗。
1510年，布哈拉汗國可汗穆罕默德·昔班尼與波斯交戰，被殺。波斯國王伊斯邁爾一世將昔班尼的屍身切成數塊，送往帝國的各地展覽。昔班尼的頭則被塗上金箔，製成了高腳杯。

### 東方

#### 中國

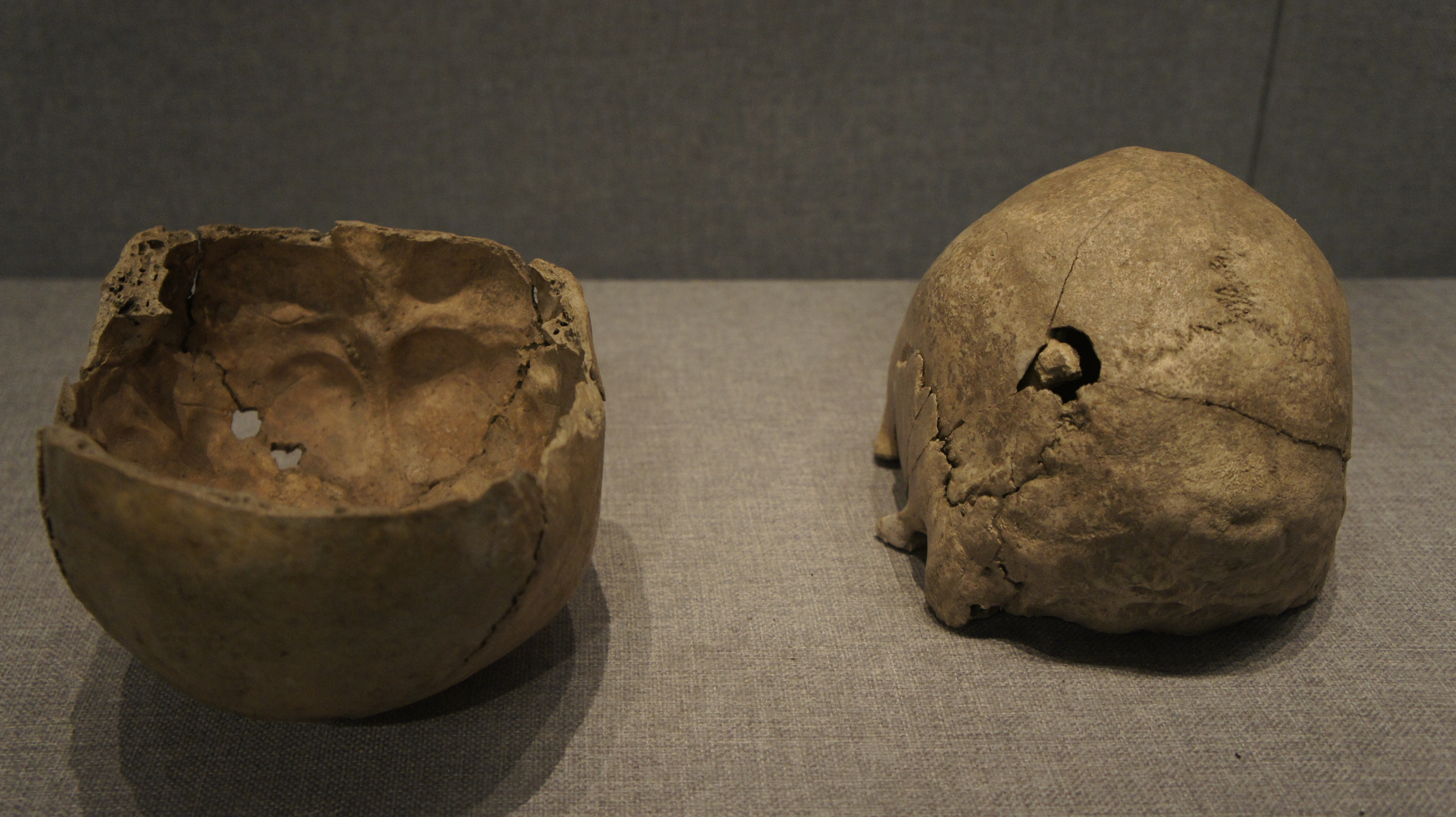
郑州商城二里岡遗迹（前1600—前1400年）出土的带锯痕头颅器皿

中國最早的头盖饮器考古来自河北邯郸涧沟龙山文化遗迹。在中國河北省邯鄲市境內的澗溝遺址中曾發現六個頭蓋杯，該遺址屬於龍山時代的後崗二期文化早期（前4500—前3500年），而這些頭蓋杯也是已知的中國最早的頭蓋杯。所有頭蓋都是從眉弓經顳骨到枕後砍下來的。根據斧頭砍的痕跡判斷，砍人者將被砍者打倒並捆起來，甚至將其踩在腳下。根據頭蓋後部砍痕最多且有砍偏的痕跡，可以判斷是從後部砍起的，而當時被砍者活著並且在掙扎。然後順次將頭蓋揭下來。
其次在二里岗青铜文化遗迹的东北角，该地发现了近100个头盖废积物，主要来自年轻男性，其头盖被割下一半至眉骨位置，年代可追溯到前1460–前1384年。这些头盖饮器主要来自战犯，并用于早期商人祭祖仪式。商代晚期甲骨文骨片中，有刻字的頭蓋杯，內容是記載商朝對人方、羌方等方國戰爭的勝利。陳夢家認為，商朝晚期用人頭或頭蓋骨祭祀的情況比較普遍，使用的人頭多為敵方的部族者。
有关于头盖饮器在文字上描述，在《吕氏春秋》、《韩非子》、《淮南子》、《史记》、《说苑》及《战国策》皆记载了同样一个事件，即战国时期（前403年—前221年），一位叫智伯（死于前455年）的晋国人被杀了之后，其头盖被敌人漆成饮具享用。此為骷髏杯第一次出現在東方史料記載之中。這是頭蓋杯在春秋戰國時期的遺風。

#### 日本
根據《信長記》、《淺井三代記》的說法，織田信長將朝倉義景、淺井久政、淺井長政的首級貼上金箔，製成骷髏杯。

## 腳註
1. ↑  Bello, Silvia M.; Parfitt, Simon A.; Stringer, Chris B. . PLoS ONE. 2011-02-16, 6 (2)  [2020-07-04]. ISSN 1932-6203. PMC 3040189 . PMID 21359211. doi:10.1371/journal.pone.0017026. （原始内容存档于2021-04-10）.
2. ↑   (web video). BBC. 16 February 2011  [2012-08-10]. （原始内容存档于2014-09-13）.
3. ↑  Tremblay, Jean-Marie. . texte. 2005-02-02  [2020-07-04]. （原始内容存档于2011-02-28）.
4. ↑  史記卷123
5. ↑  漢書卷94
6. ↑  明严从简《殊域周咨录》:（明太祖朱元璋）「遣使往绍兴葬宋理宗顶骨。先是上与侍讲学士危素论宋元兴替，素因言元世祖至元间，胡僧嗣古、妙高欲毁宋会稽诸陵，时夏人杨辇真伽为江南总摄，奏请如二僧言。遂发诸陵，取其金宝。以诸帝遗骨瘗于杭之故宫，筑浮屠于其上以厌之。又截理宗顶骨为西僧饮器，天下闻之，莫不伤心。上叹息久之，谓(危)素曰：『宋南渡诸君无大失德，与元又非世仇，元既乘其弱取之，何乃复肆酷如是耶！』」
7. 1 2  Hao (1992), 95–99.
8. 1 2 3  《中国通史 （页面存档备份，存于）》，白寿彝主编，第二卷第三节
9. ↑  Luo (2004), 42.
10. ↑  Loewe (1999), 166.
11. ↑  陈梦家：《殷墟卜辞综述》，第327页，科学出版社
12. ↑  Zhao (2001), 21–42.

- Balfour, Henry. . The Journal of the Anthropological Institute of Great Britain and Ireland (The Journal of the Anthropological Institute of Great Britain and Ireland, Vol. 26). 1897, 26 (26): 340–357  [2010-07-26]. doi:10.2307/2842008. （原始内容存档于2021-04-10）.

### 书目
- （简体中文）Hao, Benxing（郝本性），《A Discussion of the Excavated Shang's Skull Drinking Vessels in Zhengzhou》（试论郑州出土商代人头骨饮器），《华夏考古》 （1992年），第2期，94–100，ISSN 1001-9928。
- Luo, Jing (2004). Over a Cup of Tea: An Introduction to Chinese Life and Culture. 達拉斯：美國大學出版社。ISBN 0761829377.
- Loewe, Michael. (1999). The Cambridge History of Ancient China: From the Origins of Civilization to 221 BC. 倫敦：劍橋大學出版社。 ISBN 0521470307.
- Zhao, Jian. "The Early Warrior and the Birth of the Xia," in NUCB Journal of Language Culture and Communication, 2001, Vol. 3, No. 2:21–42.